# Distrito de Jaro
Jaro (Distrito sang Jaro), también conocido como Ciudad de Jaro, título otorgado en 1886,  es en la actualidad uno de los siete distritos en que se divide administrativamente la ciudad filipina de Iloílo. 
Durante la ocupación estadounidense de Filipinas esta ciudad fue incorporada al municipio de  Iloílo. El distrito de La Paz formaba parte de la ciudad de Jaro.
La ciudad de Jaro es considerada como la ciudad mestiza, núcleo  de prominentes familias filipinas españolas.

## Geografía
"...JARO: pueblo con cura y gobernadorcillo, en la isla de Panay, prov. de Iloílo, dióc. de Cebú; SIT . en los 120° 24′ 24″ long., 10° 9′ 50″ lat., en terreno llano, á la orilla der. del caudaloso r. Jaro , navegable hasta para pontines y barcos de cruz, con un puerto que casi es el mejor de la prov. ..."

"... Confina el TERM. con sus colaterales los pueblos de Santa Bárbara y San Miguel, dist. 2 leg. , y con los de Molo, puerto de Iloílo y Mandurriao á ½ del primero y menos todavía de los dos últimos..."
Manuel Buzeta y Felipe Bravo.

## Sede episcopal

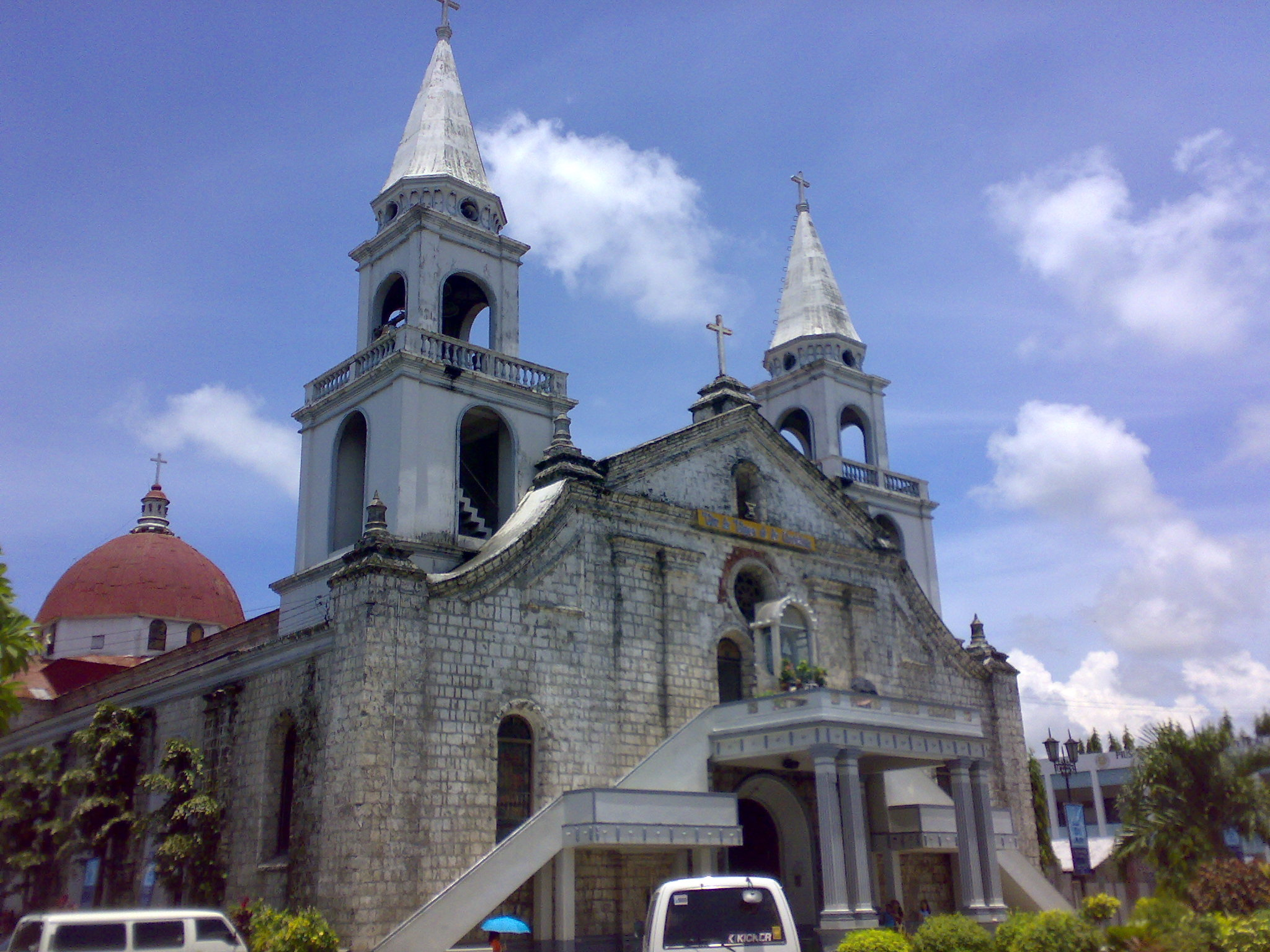
Catedral y Santuario Nacional de Nuestra Señora de la Candelaria.

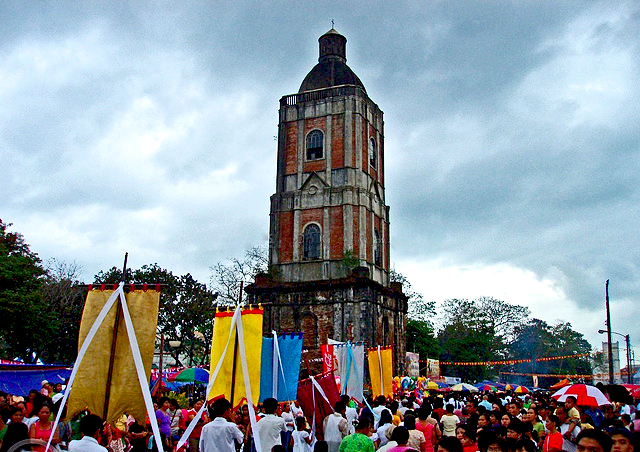
Fiesta de Nuestra Señora de la Candelaria, en Jaro. El edificio en la imagen es la torre campanario de Jaro (perteneciente a la catedral) antes de su renovación en 2022.

Antigua ciudad que da nombre a la arquidiócesis católica de Jaro, sede metropolitana de Visayas Occidental y la provincia de Negros Occidental que abarca las provincias de Iloilo y Guimaras y es la región de la isla Negros.
La Catedral y Santuario Nacional de Nuestra Señora de la Candelaria es la sede episcopal de la Arquidiócesis de Jaro. Está bajo el patrocinio original de Santa Isabel de Hungría.

## Historia
Su nombre original era Salog o Saro y fue fundada aproximadamente durante el periodo 1505-1584.
Centro del poder religioso y económico en Visayas durante el gobierno español y probablemente la ciudad más rica  del archipiélago (1521-1898) beneficiándose del comercio con China y Siam gracias a  su puerto a lo largo del río navegable. 

"...JARO: pueblo con cura y gobernadorcillo, en la isla de Panay, prov. de Iloílo, dióc. de Cebú; SIT . en los 120° 24′ 24″ long., 10° 9′ 50″ lat., en terreno llano, á la orilla der. del caudaloso r. Jaro , navegable hasta para pontines y barcos de cruz, con un puerto que casi es el mejor de la prov. ..."

"... Este es el primer pueblo de la isla de Panay, considerado geográfica y aun políticamente; pues para ello le favorece no solo su hermosa situación, sino el ser dueño además de un extenso y hermoso territorio, bailado por el r. arriba citado, y del que los hab. sacan grandes utilidades...."
Manuel Buzeta y Felipe Bravo.

En la década de 1880 trabajadores de Molo y Jaro se trasladan a Iloílo ciudad que entonces contaba con apenas unos 15 000 habitantes.
El transporte fue facilitado por el empresario español  Jacobo Zobel de Zangroniz  abriendo una línea de transporte que conecta estas localidades.
A lo largo del siglo XX las actividades económicas pasaron de Jaro y Molo a la ciudad de Iloílo, municipio creado  en 1937 por la fusión de las dos ciudades de Iloilo y Jaro, sede episcopal,  y los cuatro municipios de Molo, Mandurriao, La Paz y Arévalo.

## Patrimonio
- Torre campanario de Jaro

## Personajes ilustres
- Graciano López Jaena
- Fernando Hofileña López